# Spilogona curvipes
Spilogona curvipes este o specie de muște din genul Spilogona, familia Muscidae. A fost descrisă pentru prima dată de Lamb în anul 1909. Conform Catalogue of Life specia Spilogona curvipes nu are subspecii cunoscute.